# World Top Four de Voleibol Feminino de 1992
O World Top Four de Voleibol Feminino de 1992 foi uma competição que reuniu os três medalhistas da Olimpíada de Barcelona e o Japão (país-sede).

## Equipes Participantes
| Seleção          | Qualificação                   |
| ---------------- | ------------------------------ |
| Japão            | País-sede                      |
| Cuba             | medalha de ouro em Barcelona   |
| Equipa Unificada | medalha de prata em Barcelona  |
| Estados Unidos   | medalha de bronze em Barcelona |

## Disputa do Bronze - Tóquio
| Data  | Jogo           | Jogo | Jogo             | Parciais | Parciais | Parciais | Parciais | Parciais |
| Data  | Jogo           | Jogo | Jogo             | 1        | 2        | 3        | 4        | 5        |
| ----- | -------------- | ---- | ---------------- | -------- | -------- | -------- | -------- | -------- |
| 15/11 | Estados Unidos | 3-2  | Equipe Unificada | 15-03    | 06-15    | 15-11    | 06-15    | 18-16    |

## Final - Tóquio
| Data  | Jogo | Jogo | Jogo  | Parciais | Parciais | Parciais | Parciais | Parciais |
| Data  | Jogo | Jogo | Jogo  | 1        | 2        | 3        | 4        | 5        |
| ----- | ---- | ---- | ----- | -------- | -------- | -------- | -------- | -------- |
| 15/11 | Cuba | 3-0  | Japão | 15-07    | 17-15    | 15-05    | -        | -        |

## Classificação Final
| #      | Equipe           |
| ------ | ---------------- |
| Gold   | Cuba             |
| Silver | Japão            |
| Bronze | Estados Unidos   |
| 4.     | Equipe Unificada |